# Ousmane Kanté
Ousmane Kanté (Parigi, 21 settembre 1989) è un calciatore francese naturalizzato guineano, difensore del Pau.

## Carriera

### Club
Tra il 2018 ed il 2023 ha giocato nella seconda divisione francese con il Paris FC.

### Nazionale
Il 12 ottobre 2019 ha esordito in nazionale, in una partita amichevole persa per 1-0 contro Comore. Tra l'11 ed il 15 novembre 2020 ha invece giocato due partite delle qualificazioni alla Coppa d'Africa 2021, entrambe contro il Ciad.

## Statistiche

### Presenze e reti nei club
Statistiche aggiornate al 31 maggio 2021.
| Stagione                    | Squadra                     | Campionato                  | Campionato | Campionato | Coppe nazionali | Coppe nazionali | Coppe nazionali | Coppe continentali | Coppe continentali | Coppe continentali | Altre coppe | Altre coppe | Altre coppe | Totale | Totale |
| Stagione                    | Squadra                     | Comp                        | Pres       | Reti       | Comp            | Pres            | Reti            | Comp               | Pres               | Reti               | Comp        | Pres        | Reti        | Pres   | Reti   |
| --------------------------- | --------------------------- | --------------------------- | ---------- | ---------- | --------------- | --------------- | --------------- | ------------------ | ------------------ | ------------------ | ----------- | ----------- | ----------- | ------ | ------ |
| 2015-gen. 2016              | Aubervilliers               | CFA                         | 10         | 0          | -               | -               | -               | -                  | -                  | -                  | -           | -           | -           | 10     | 0      |
| gen.-giu. 2016              | Lusitanos Saint-Maur        | CFA 2                       | 9          | 1          | -               | -               | -               | -                  | -                  | -                  | -           | -           | -           | 9      | 1      |
| 2016-2017                   | Lusitanos Saint-Maur        | CFA                         | 28         | 3          | -               | -               | -               | -                  | -                  | -                  | -           | -           | -           | 28     | 3      |
| Totale Lusitanos Saint-Maur | Totale Lusitanos Saint-Maur | Totale Lusitanos Saint-Maur | 37         | 4          |                 | -               | -               |                    | -                  | -                  |             | -           | -           | 37     | 4      |
| 2017-2018                   | AS Béziers                  | CN                          | 26         | 3          | -               | -               | -               | -                  | -                  | -                  | -           | -           | -           | 26     | 3      |
| 2018-2019                   | Paris FC                    | L2                          | 35         | 0          | CF+CdL          | 1+1             | 0+0             | -                  | -                  | -                  | -           | -           | -           | 37     | 0      |
| 2019-2020                   | Paris FC                    | L2                          | 26         | 4          | CF+CdL          | 4+1             | 0+0             | -                  | -                  | -                  | -           | -           | -           | 31     | 4      |
| 2020-2021                   | Paris FC                    | L2                          | 33         | 3          | CF              | 1               | 0               | -                  | -                  | -                  | -           | -           | -           | 34     | 3      |
| Totale Paris FC             | Totale Paris FC             | Totale Paris FC             | 94         | 7          |                 | 8               | 0               |                    | -                  | -                  |             | -           | -           | 102    | 7      |
| Totale carriera             | Totale carriera             | Totale carriera             | 167        | 14         |                 | 8               | 0               |                    | -                  | -                  |             | -           | -           | 175    | 14     |

### Cronologia presenze e reti in nazionale
| Cronologia completa delle presenze e delle reti in nazionale ― Guinea | Cronologia completa delle presenze e delle reti in nazionale ― Guinea | Cronologia completa delle presenze e delle reti in nazionale ― Guinea | Cronologia completa delle presenze e delle reti in nazionale ― Guinea | Cronologia completa delle presenze e delle reti in nazionale ― Guinea | Cronologia completa delle presenze e delle reti in nazionale ― Guinea | Cronologia completa delle presenze e delle reti in nazionale ― Guinea | Cronologia completa delle presenze e delle reti in nazionale ― Guinea |
| Data                                                                  | Città                                                                 | In casa                                                               | Risultato                                                             | Ospiti                                                                | Competizione                                                          | Reti                                                                  | Note                                                                  |
| --------------------------------------------------------------------- | --------------------------------------------------------------------- | --------------------------------------------------------------------- | --------------------------------------------------------------------- | --------------------------------------------------------------------- | --------------------------------------------------------------------- | --------------------------------------------------------------------- | --------------------------------------------------------------------- |
| 12-10-2019                                                            | Versailles                                                            | Comore                                                                | 1 – 0                                                                 | Guinea                                                                | Amichevole                                                            | -                                                                     | 45+1’                                                                 |
| 10-10-2020                                                            | Faro                                                                  | Capo Verde                                                            | 1 – 2                                                                 | Guinea                                                                | Amichevole                                                            | -                                                                     |                                                                       |
| 11-11-2020                                                            | Conakry                                                               | Guinea                                                                | 1 – 0                                                                 | Ciad                                                                  | Qual. Coppa d'Africa 2021                                             | -                                                                     |                                                                       |
| 15-11-2020                                                            | N'Djamena                                                             | Ciad                                                                  | 1 – 1                                                                 | Guinea                                                                | Qual. Coppa d'Africa 2021                                             | -                                                                     |                                                                       |
| 31-5-2021                                                             | Adalia                                                                | Turchia                                                               | 0 – 0                                                                 | Guinea                                                                | Amichevole                                                            | -                                                                     | 82’                                                                   |
| 5-6-2021                                                              | Manavgat                                                              | Togo                                                                  | 2 – 0                                                                 | Guinea                                                                | Amichevole                                                            | -                                                                     |                                                                       |
| 8-6-2021                                                              | Manavgat                                                              | Kosovo                                                                | 1 – 2                                                                 | Guinea                                                                | Amichevole                                                            | -                                                                     | 83’                                                                   |
| 16-11-2021                                                            | Rabat                                                                 | Marocco                                                               | 3 – 0                                                                 | Guinea                                                                | Qual. Mondiali 2022                                                   | -                                                                     |                                                                       |
| 3-1-2021                                                              | Kigali                                                                | Ruanda                                                                | 3 – 0                                                                 | Guinea                                                                | Amichevole                                                            | -                                                                     | 85’                                                                   |
| 10-1-2021                                                             | Bafoussam                                                             | Guinea                                                                | 1 – 0                                                                 | Malawi                                                                | Coppa d'Africa 2021 - 1º turno                                        | -                                                                     | 71’                                                                   |
| 18-1-2022                                                             | Yaoundé                                                               | Zimbabwe                                                              | 2 – 1                                                                 | Guinea                                                                | Coppa d'Africa 2021 - 1º turno                                        | -                                                                     |                                                                       |
| Totale                                                                |                                                                       | Presenze                                                              | 11                                                                    |                                                                       | Reti                                                                  | 0                                                                     |                                                                       |